# NGC 5964
NGC 5964 est une galaxie spirale barrée située dans la constellation du Serpent. Sa vitesse par rapport au fond diffus cosmologique est de 1 589 ± 10 km/s, ce qui correspond à une distance de Hubble de 23,4 ± 1,7 Mpc (∼76,3 millions d'al). NGC 5964 a été découverte par l'astronome britannique John Herschel en 1830. Cette galaxie a aussi été observée par l'astronome prussien Heinrich Louis d'Arrest le 29 avril 1862 et elle a été inscrite à l'Index Catalogue sous la cote IC 4551.

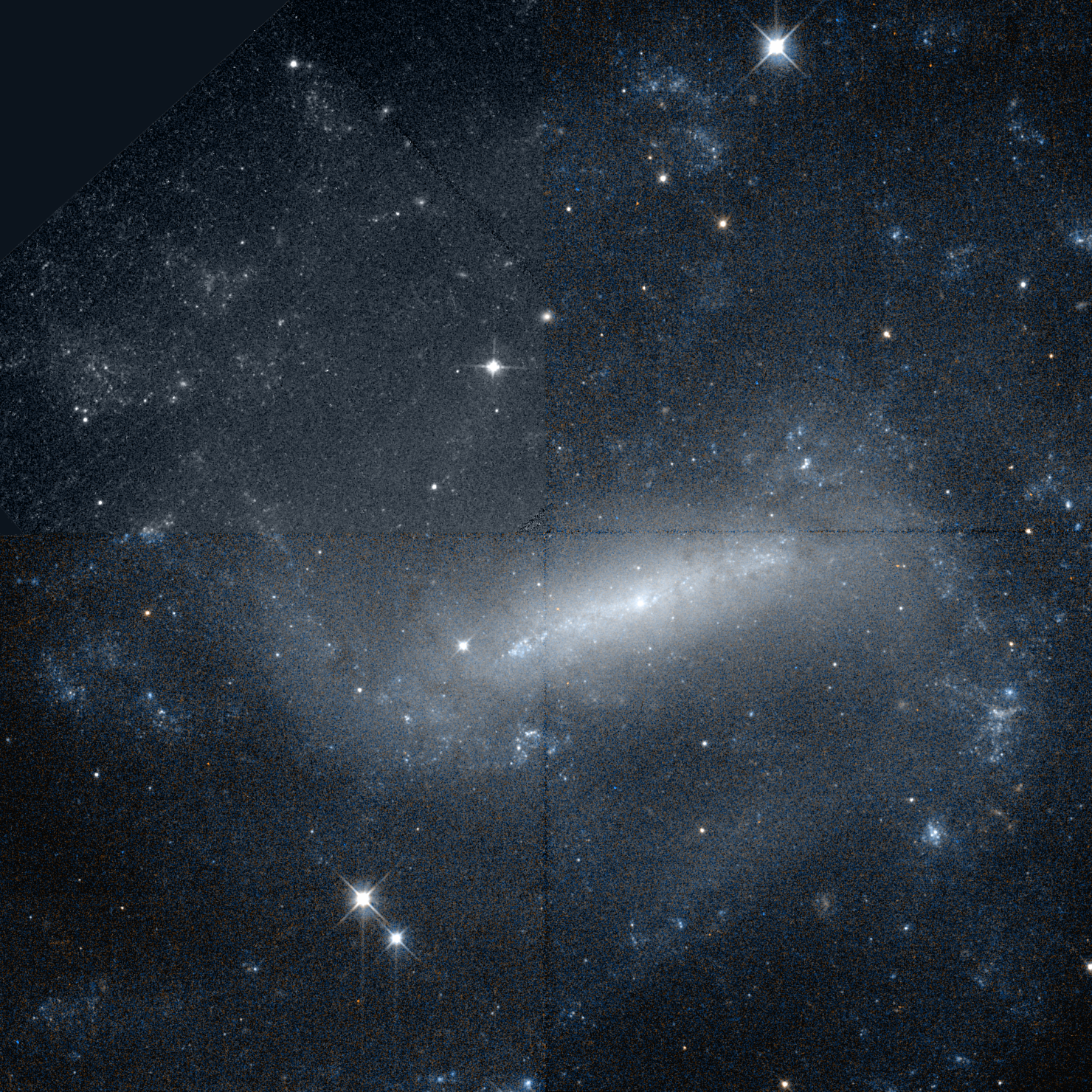
NGC 5964 par le télescope spatial Hubble.

La classe de luminosité de NGC 5964 est IV et elle présente une large raie HI. C'est aussi une galaxie du champ, c'est-à-dire qu'elle n'appartient pas à un amas ou un groupe et qu'elle est donc gravitationnellement isolée. Il est aussi possible que NGC 5964 soit une galaxie active (AGN).
En raison d'une brillance de surface égale à 14,73 mag/am2, on peut qualifier NGC 5964 de galaxie à faible brillance de surface (LSB en anglais pour low surface brightness). Les galaxies LSB sont des galaxies diffuses (D) avec une brillance de surface inférieure de moins d'une magnitude à celle du ciel nocturne ambiant.
À ce jour, sept mesures non basées sur le décalage vers le rouge (redshift) donnent une distance de 22,529 ± 7,645 Mpc (∼73,5 millions d'al), ce qui est à l'intérieur des valeurs de la distance de Hubble.